# ゆる系忍者隊 ニンスマン
『ゆる系忍者隊 ニンスマン』（ゆるけいにんじゃたい ニンスマン）は、テレビ朝日ほかで2020年10月4日から2021年3月21日まで放送されていた情報番組・バラエティ番組である。

## 概要
スマートフォンを武器として用いた上で「くだらなくて、でも気になる情報」を調査し解明していくといった内容である。ドラマやバラエティ、アニメを融合する内容となる。
小澤廉・糸川耀士郎・一ノ瀬竜・板垣李光人・北村諒らは「忍者ユニット」を本番組内で結成する。
なお、本番組から全編ローカルセールス枠に転換されたため、番組開始時点での同時ネット局は2局のみとなり、遅れネットは行われなかった。
2021年4月改編により、同年3月末から同時間帯において『声優パーク建設計画VR部』が放送開始するため、本番組は3月21日をもって終了した。

## 出演者
2020年12月現在。
- 糸川耀士郎 - 霧隠緑丸役で、コードネームはグリーン[4]。
- 一ノ瀬竜 - 服部赤蔵役で、コードネームはレッド[4]。
- 板垣李光人 - 望月もも役で、コードネームはピンク[4]。
- 北村諒 - 風魔蒼次郎役で、コードネームはブルー[4]。

### 過去の出演者
- 小澤廉 - 石川黄之介役で、コードネームはイエローだった[4]。自身の不祥事により降板している。

## 放送局
- 全編ローカルセールス枠での放送。

| 放送対象地域 | 放送局            | 系列           | 放送時間            | ネット状況 |
| ------------ | ----------------- | -------------- | ------------------- | ---------- |
| 関東広域圏   | テレビ朝日（EX）  | テレビ朝日系列 | 日曜 23:55 - 翌0:25 | 制作局     |
| 宮城県       | 東日本放送（KHB） | テレビ朝日系列 | 日曜 23:55 - 翌0:25 | 同時ネット |

過去のネット局
- 大分県・大分朝日放送（OAB） - 番組開始から同時ネットで放送されていたが、打ち切り。